# マーティン・ジョンソン
マーティン・オズボーン・ジョンソン（Martin Osborne Johnson、1970年3月9日 - ）は、イングランドの元ラグビー選手である。2003ワールドカップ初優勝時のイングランド代表主将。CBE。

## プロフィール
- ウェスト・ミッドランズ州ソリフル出身。
- ポジションはロック。
- 身長 201cm、体重 119kg。
- 代表キャップ数は84。

## キャリア
1989年にラグビーの強豪レスター・タイガースに加入。主力のロックとして活躍し多くのタイトルに貢献。
1990年にイングランド代表初キャップを獲得。
1999年には代表主将に就任。2003年のワールドカップで初優勝に導く。大会後代表引退。
2005年に現役引退。同年ラグビー殿堂入り。2008年からイングランド代表ヘッドコーチに就任。